# Park św. Kingi w Wieliczce
Park św. Kingi – park zlokalizowany w Wieliczce obok Kopalni Soli i Szybu Daniełowicza, założony w 1867 roku. Jego obszar to około 8 hektarów.

## Miejsca w parku
Na terenie parku znajdują się m.in.:
- plac zabaw
- historyczny parowóz z 1952 roku
- żółty pociąg obok placu zabaw
- jezioro
- remiza straży pożarnej
- tężnia solankowa